# Kap Irízar
Kap Irízar ist eine wuchtige Landspitze am nördlichen Ende der Lamplugh-Insel vor der Scott-Küste des ostantarktischen Viktorialands.
Teilnehmer der Discovery-Expedition (1901–1904) unter der Leitung des britischen Polarforschers Robert Falcon Scott entdeckten das Kap. Scott benannte es nach Julián Irízar (1869–1935), Kapitän der argentinischen Korvette Uruguay, die bei der Rettung der gestrandeten Teilnehmer der Schwedischen Antarktisexpedition (1901–1903) zum Einsatz gekommen war.